# Paolo Hurtado
Cristopher Paolo César Hurtado Huertas (Callao, 27 de julho de 1990) é um futebolista profissional peruano que atua como meia.